# Gran Premio de los Países Bajos de Motociclismo de 2012
El Gran Premio de los Países Bajos de Motociclismo de 2012 (oficialmente Iveco TT Assen) fue la octava prueba del Campeonato del Mundo de Motociclismo de 2012. Tuvo lugar en el fin de semana del 29 de junio al 1 de julio de 2018 en el Circuito de Assen, situado en la localidad de Assen, Países Bajos.
El Gran Premio de los Países Bajos de Motociclismo de 2012 (oficialmente Iveco TT Assen) fue la séptima prueba del Campeonato del Mundo de Motociclismo de 2012. Tuvo lugar en el fin de semana del 28 al 30 de junio de 2012 en el Circuito de Assen en Assen (Países Bajos).
La carrera de MotoGP fue ganada por Casey Stoner, seguido de Dani Pedrosa y Andrea Dovizioso. Marc Márquez fue el ganador de la prueba de Moto2, por delante de Andrea Iannone y Scott Redding. La carrera de Moto3 fue ganada por Maverick Viñales, Sandro Cortese fue segundo y Danny Kent tercero.

## Resultados

### MotoGP
| Pos     | N.º | Piloto           | Constructor  | Vueltas | Tiempo    | Parrilla | Puntos |
| ------- | --- | ---------------- | ------------ | ------- | --------- | -------- | ------ |
| 1       | 1   | Casey Stoner     | Honda        | 26      | 41:19.855 | 1        | 25     |
| 2       | 26  | Dani Pedrosa     | Honda        | 26      | +4.965    | 2        | 20     |
| 3       | 4   | Andrea Dovizioso | Yamaha       | 26      | +11.994   | 7        | 16     |
| 4       | 11  | Ben Spies        | Yamaha       | 26      | +14.775   | 6        | 13     |
| 5       | 35  | Cal Crutchlow    | Yamaha       | 26      | +22.074   | 5        | 11     |
| 6       | 69  | Nicky Hayden     | Ducati       | 26      | +31.660   | 9        | 10     |
| 7       | 8   | Héctor Barberá   | Ducati       | 26      | +59.107   | 11       | 9      |
| 8       | 14  | Randy de Puniet  | ART-Aprilia  | 26      | +1:04.441 | 12       | 8      |
| 9       | 51  | Michele Pirro    | FTR-Honda    | 26      | +1:06.980 | 14       | 7      |
| 10      | 54  | Mattia Pasini    | ART-Aprilia  | 26      | +1:25.087 | 15       | 6      |
| 11      | 9   | Danilo Petrucci  | Ioda-Aprilia | 26      | +1:32.103 | 16       | 5      |
| 12      | 22  | Iván Silva       | BQR-Kawasaki | 26      | +1:33.797 | 20       | 4      |
| 13      | 46  | Valentino Rossi  | Ducati       | 25      | +1 Vuelta | 10       | 3      |
| 14      | 77  | James Ellison    | ART-Aprilia  | 25      | +1 Vuelta | 19       | 2      |
| Ret     | 41  | Aleix Espargaró  | ART-Aprilia  | 14      | Retirado  | 13       |        |
| Ret     | 5   | Colin Edwards    | Suter-BMW    | 7       | Retirado  | 21       |        |
| Ret     | 68  | Yonny Hernández  | BQR-Kawasaki | 5       | Caída     | 18       |        |
| Ret     | 6   | Stefan Bradl     | Honda        | 1       | Caída     | 4        |        |
| Ret     | 99  | Jorge Lorenzo    | Yamaha       | 0       | Colisión  | 3        |        |
| Ret     | 19  | Álvaro Bautista  | Honda        | 0       | Colisión  | 8        |        |
| DNS     | 17  | Karel Abraham    | Ducati       |         | Lesionado | 17       |        |
| Fuente: |     |                  |              |         |           |          |        |

### Moto2
| Pos     | N.º | Piloto              | Constructor | Vueltas | Tiempo    | Parrilla | Puntos |
| ------- | --- | ------------------- | ----------- | ------- | --------- | -------- | ------ |
| 1       | 93  | Marc Márquez        | Suter       | 24      | 39:43.170 | 1        | 25     |
| 2       | 29  | Andrea Iannone      | Speed Up    | 24      | +0.405    | 3        | 20     |
| 3       | 45  | Scott Redding       | Kalex       | 24      | +7.331    | 7        | 16     |
| 4       | 80  | Esteve Rabat        | Kalex       | 24      | +7.630    | 11       | 13     |
| 5       | 15  | Alex de Angelis     | FTR         | 24      | +7.852    | 9        | 11     |
| 6       | 38  | Bradley Smith       | Tech 3      | 24      | +8.578    | 8        | 10     |
| 7       | 77  | Dominique Aegerter  | Suter       | 24      | +10.017   | 5        | 9      |
| 8       | 5   | Johann Zarco        | Motobi      | 24      | +14.481   | 19       | 8      |
| 9       | 24  | Toni Elías          | Suter       | 24      | +14.714   | 21       | 7      |
| 10      | 36  | Mika Kallio         | Kalex       | 24      | +14.734   | 12       | 6      |
| 11      | 4   | Randy Krummenacher  | Kalex       | 24      | +14.944   | 4        | 5      |
| 12      | 30  | Takaaki Nakagami    | Kalex       | 24      | +22.106   | 14       | 4      |
| 13      | 19  | Xavier Siméon       | Tech 3      | 24      | +23.068   | 24       | 3      |
| 14      | 60  | Julián Simón        | Suter       | 24      | +23.532   | 23       | 2      |
| 15      | 63  | Mike Di Meglio      | Speed Up    | 24      | +23.733   | 22       | 1      |
| 16      | 71  | Claudio Corti       | Kalex       | 24      | +25.619   | 17       |        |
| 17      | 18  | Nicolás Terol       | Suter       | 24      | +25.913   | 25       |        |
| 18      | 88  | Ricard Cardús       | AJR         | 24      | +25.974   | 15       |        |
| 19      | 44  | Roberto Rolfo       | Suter       | 24      | +34.640   | 16       |        |
| 20      | 72  | Yuki Takahashi      | FTR         | 24      | +44.057   | 29       |        |
| 21      | 95  | Anthony West        | Moriwaki    | 24      | +44.739   | 28       |        |
| 22      | 8   | Gino Rea            | Suter       | 24      | +59.784   | 26       |        |
| 23      | 10  | Marco Colandrea     | FTR         | 24      | +1:10.125 | 32       |        |
| 24      | 57  | Eric Granado        | Motobi      | 24      | +1:12.139 | 31       |        |
| 25      | 82  | Elena Rosell        | Moriwaki    | 24      | +1:33.233 | 33       |        |
| Ret     | 76  | Max Neukirchner     | Kalex       | 23      | Caída     | 18       |        |
| Ret     | 7   | Alexander Lundh     | MZ-RE Honda | 22      | Caída     | 27       |        |
| Ret     | 3   | Simone Corsi        | FTR         | 14      | Caída     | 6        |        |
| Ret     | 50  | Damian Cudlin       | Bimota      | 14      | Retirado  | 30       |        |
| Ret     | 49  | Axel Pons           | Kalex       | 8       | Retirado  | 20       |        |
| Ret     | 14  | Ratthapark Wilairot | Suter       | 5       | Caída     | 13       |        |
| Ret     | 40  | Pol Espargaró       | Kalex       | 1       | Caída     | 2        |        |
| Ret     | 12  | Thomas Lüthi        | Suter       | 0       | Caída     | 10       |        |
| Fuente: |     |                     |             |         |           |          |        |

### Moto3
| Pos     | N.º | Piloto              | Constructor | Vueltas | Tiempo        | Parrilla | Puntos |
| ------- | --- | ------------------- | ----------- | ------- | ------------- | -------- | ------ |
| 1       | 25  | Maverick Viñales    | FTR-Honda   | 22      | 38:45.432     | 6        | 25     |
| 2       | 11  | Sandro Cortese      | KTM         | 22      | +0.831        | 1        | 20     |
| 3       | 52  | Danny Kent          | KTM         | 22      | +0.842        | 2        | 16     |
| 4       | 39  | Luis Salom          | Kalex-KTM   | 22      | +0.843        | 10       | 13     |
| 5       | 96  | Louis Rossi         | FTR-Honda   | 22      | +1.352        | 12       | 11     |
| 6       | 42  | Álex Rins           | Suter-Honda | 22      | +5.033        | 16       | 10     |
| 7       | 10  | Alexis Masbou       | Honda       | 22      | +7.817        | 7        | 9      |
| 8       | 31  | Niklas Ajo          | KTM         | 22      | +7.855        | 5        | 8      |
| 9       | 7   | Efrén Vázquez       | FTR-Honda   | 22      | +8.037        | 24       | 7      |
| 10      | 44  | Miguel Oliveira     | Suter-Honda | 22      | +8.243        | 8        | 6      |
| 11      | 63  | Zulfahmi Khairuddin | KTM         | 22      | +8.378        | 18       | 5      |
| 12      | 5   | Romano Fenati       | FTR-Honda   | 22      | +8.559        | 17       | 4      |
| 13      | 84  | Jakub Kornfeil      | FTR-Honda   | 22      | +12.133       | 9        | 3      |
| 14      | 9   | Toni Finsterbusch   | Honda       | 22      | +12.358       | 23       | 2      |
| 15      | 55  | Héctor Faubel       | Kalex-KTM   | 22      | +12.533       | 4        | 1      |
| 16      | 61  | Arthur Sissis       | KTM         | 22      | +12.654       | 13       |        |
| 17      | 89  | Alan Techer         | TSR-Honda   | 22      | +12.836       | 14       |        |
| 18      | 26  | Adrián Martín       | FTR-Honda   | 22      | +12.876       | 21       |        |
| 19      | 23  | Alberto Moncayo     | Kalex-KTM   | 22      | +12.944       | 11       |        |
| 20      | 41  | Brad Binder         | Kalex-KTM   | 22      | +21.342       | 19       |        |
| 21      | 32  | Isaac Viñales       | FTR-Honda   | 22      | +21.507       | 26       |        |
| 22      | 19  | Alessandro Tonucci  | FTR-Honda   | 22      | +21.581       | 15       |        |
| 23      | 15  | Simone Grotzkyj     | Suter-Honda | 22      | +38.872       | 27       |        |
| 24      | 53  | Jasper Iwema        | FGR-Honda   | 22      | +39.237       | 31       |        |
| 25      | 22  | Bryan Schouten      | Honda       | 22      | +39.272       | 28       |        |
| 26      | 40  | Julián Miralles     | Honda       | 22      | +39.377       | 22       |        |
| 27      | 51  | Kenta Fujii         | TSR-Honda   | 22      | +39.533       | 34       |        |
| 28      | 3   | Luigi Morciano      | Ioda        | 22      | +41.008       | 29       |        |
| 29      | 21  | Iván Moreno         | FTR-Honda   | 22      | +43.193       | 25       |        |
| Ret     | 77  | Marcel Schrötter    | Mahindra    | 20      | Retirado      | 30       |        |
| Ret     | 30  | Giulian Pedone      | Suter-Honda | 16      | Retirado      | 32       |        |
| Ret     | 99  | Danny Webb          | Mahindra    | 15      | Caída         | 20       |        |
| Ret     | 27  | Niccolò Antonelli   | FTR-Honda   | 14      | Caída         | 3        |        |
| Ret     | 94  | Jonas Folger        | Ioda        | 3       | Caída         | 35       |        |
| DSQ     | 8   | Jack Miller         | Honda       | 10      | Descalificado | 33       |        |
| Fuente: |     |                     |             |         |               |          |        |